# Австрія на літніх Олімпійських іграх 1908
З австрійської частини Австро-Угорщини на літніх Олімпійських іграх 1908 брали участь сім спортсменів в чотирьох видах спорту. Команда посіла десяте місце у загальнокомандному заліку.

## Медаліст
| Медаль | Ім'я      | Спорт    | Подія                                | Дата     |
| ------ | --------- | -------- | ------------------------------------ | -------- |
| Бронза | Отто Шефф | Плавання | 400 метрів вільним стилем (чоловіки) | 16 липня |

## Результати змагань

### Легка атлетика
| Подія                             | Місце | Спортсмен      | Рахунок                 | Півфінали               | Фінал      |
| --------------------------------- | ----- | -------------- | ----------------------- | ----------------------- | ---------- |
| 100 метрів серед чоловіків        |       | Едуард Шенекер | Невідомий 4-й, забіг 13 | Не пройшов              | Не пройшов |
| 200 метрів серед чоловіків        |       | Едуард Шенекер | Невідомий 3-й, забіг 12 | Не пройшов              | Не пройшов |
| марафон серед чоловіків           | 25-й  | Емеріх Рат     | Жоден не проводився     | Жоден не проводився     | 3:50:30,4  |
| марафон серед чоловіків           | —     | Фелікс Квітон  | Жоден не проводився     | Жоден не проводився     | Не почався |
| Ходьба на 10 миль серед чоловіків | 15-й  | Емеріх Рат     | Не проводився           | 1:30:33.8 8, півфінал 2 | Не пройшов |

### Фехтування
| Подія                 | Місце        | Фехтувальник | Перший раунд  | Другий тур      | Пів фінал  | Фінал      |
| --------------------- | ------------ | ------------ | ------------- | --------------- | ---------- | ---------- |
| шабля серед чоловіків | Другий раунд | Зігфрід Флеш | 5-0 (1-й в А) | 1-3 (третє з 6) | Не пройшов | Не пройшов |

### Плавання
| Подія                                 | Місце        | Плавець   | Нагріває            | Півфінали                 | Фінал      |
| ------------------------------------- | ------------ | --------- | ------------------- | ------------------------- | ---------- |
| 100 метрів вільним стилем (чоловіки)  | Пів фіналіст | Отто Шефф | 1:11.8 1-й, забіг 2 | Невідомий 4-й, півфінал 2 | Не пройшов |
| 400 метрів вільним стилем (чоловіки)  | 3            | Отто Шефф | 5:51.0 1-й, заїзд 7 | 5:40.6 1-й, півфінал 1    | 5:46,0     |
| 1500 метрів вільним стилем (чоловіки) | 4-й          | Отто Шефф | 24:15.8 2-й, тур 6  | 24:25.0 2-й, півфінал 2   | Невідомо   |

### Теніс
| Подія                      | Місце | Назва                     | Раунд з 64       | Раунд з 32       | Раунд з 16    | Чверть- фінали     | Пів- фінал | Фінал      |
| -------------------------- | ----- | ------------------------- | ---------------- | ---------------- | ------------- | ------------------ | ---------- | ---------- |
| Чоловіки, одиночний розряд | 16-й  | Артур Зборзіл             | Не проводився    | Програв Біссінґу | Не пройшов    | Не пройшов         | Не пройшов | Не пройшов |
| Чоловіки, одиночний розряд | 26-й  | Рольф Кінцл               | Програв Івзу     | Не пройшов       | Не пройшов    | Не пройшов         | Не пройшов | Не пройшов |
| Чоловіки, одиночний розряд | 26-й  | Фелікс Пайпс              | Програв Кройцеру | Не пройшов       | Не пройшов    | Не пройшов         | Не пройшов | Не пройшов |
| парний розряд чоловіки     | 4-й   | Felix Pipes Артур Зборзіл | Не проводився    | Не проводився    | Не проводився | Програв Річі/Парку | Не пройшов | Не пройшов |